# Philippe Rozier
Philippe Rozier, född den 5 februari 1963 i Seine-et-Marne, är en fransk ryttare.
Han tog OS-guld i lagtävlingen i hoppning i samband med de olympiska tävlingarna i ridsport 2016 i Rio de Janeiro.